# Dongbeititan
Dongbeititan là một chi khủng long, được Wang X. R. You Meng Gao C. Cheng X. & Liu J. Y. mô tả khoa học năm 2007.